# Эш, Джон Уильям
Джон Уильям Эш (англ. John William Ashe, 20 августа 1954, Сент-Джонс, Антигуа, британская колония Подветренные острова — 22 июня 2016, Доббс-Ферри, штат Нью-Йорк, США) — дипломат Антигуа и Барбуды, председатель 68-й сессии Генеральной ассамблеи ООН (2013—2014).

## Биография
Родился в простой семье, его родители не имели среднего образования.
Окончил Университет Святой Марии в канадском Галифаксе, Технический университет Новой Шотландии, в 1989 г. — Пенсильванский университет с присвоением докторской степени в области биоиженерии.
С 1989 по 1995 г. работал в Постоянном представительстве своей страны при Организации Объединенных Наций в качестве атташе по науке, советника и советника-посланника.
В 1995—2004 гг. — заместитель постоянного представителя, с 2004 по 2012 гг. — постоянный представитель Антигуа и Барбуда при ООН.
Также с 2000 по 2004 г. он одновременно выполнял обязанности Верховного комиссара (посла-нерезидента) с зоной ответственности, связанной со странами Азиатско-Тихоокеанского региона и особыми обязанностями в отношении Индии, Филиппин и Самоа.
Занимал руководящие должности в более чем 40 комитетах и организациях, в частности в структурах Организации Объединенных Наций по вопросам окружающей среды, в том числе был первым председателем Исполнительного совета Механизма чистого развития, предусмотренного Киотским протоколом Рамочной конвенции ООН об изменении климата (РКООНИК). Также возглавлял Вспомогательный орган по осуществлению (ВОО), созданный в рамках той же Конвенции, а затем — Специальную рабочую группу по дальнейшим обязательствам для сторон, включенных в приложение I, согласно Киотскому протоколу (СРГ-КП).
Руководил переговорами, которые привели к разработке главы X Йоханнесбургского плана выполнения решений на Всемирной встрече (2002) на высшем уровне по устойчивому развитию («Рио+10»), и был сопредседателем Конференции Организации Объединенных Наций по устойчивому развитию («Рио+20») (2012).
Работал в исполнительных советах Программы развития Организации Объединенных Наций (ПРООН) / Фонда Организации Объединенных Наций в области народонаселения (ЮНФПА) и Детского фонда Организации Объединенных Наций (ЮНИСЕФ).
В 2008 г. был избран председателем нью-йоркского отделения Группы 77 и Китая — крупнейшей коалиции развивающихся государств в системе Организации Объединенных Наций. Он также возглавлял в Генеральной Ассамблее Комитет высокого уровня по сотрудничеству Юг-Юг, являющийся главным директивным органом Организации Объединенных Наций по вопросам активизации сотрудничества в целях развития между странами глобального Юга.
В 2012 г. возглавлял ЮНИСЕФ.
С 2013 по 2014 гг. — председатель 68-й сессии Генеральной Ассамблеи ООН.
В октябре 2015 г. он был арестован в США и находился под следствием по делу о взятках и уклонению от уплаты налогов. По версии следствия взятки он получал для способствованию заключению непрозрачных сделок с недвижимостью в Карибском бассейне и Китае. В частности, он обвинялся в получении $1,3 млн от китайских бизнесменов в обмен на обещание содействовать строительству объекта ООН в Макао. Впоследствии дипломат был освобожден под залог в размере $1 млн. По мнению американских следователей, он передал генеральному секретарю ООН документ, в котором излагалась мнимая необходимость строительства конференц-центра ООН в Макао. Взятками дипломат якобы делился с чиновниками Антигуа и Барбуды, в том числе с премьер-министром страны.
По данным местной полиции тело Эша было найдено со сломанным горлом — он умер от удушья. Полиция утверждала, что во время тренировки со штангой Эш потерял сознание и упал, а штанга упала ему на шею и сломала горло.